# Silbersee und Laaschmoor
Silbersee und Laaschmoor ist ein Naturschutzgebiet in der niedersächsischen Ortschaft Wehdel in der Einheitsgemeinde Schiffdorf im Landkreis Cuxhaven.

## Allgemeines
Das Naturschutzgebiet mit dem Kennzeichen NSG LÜ 011 ist 34 Hektar groß. Es ist größtenteils Bestandteil des 406 Hektar großen FFH-Gebietes „Silbersee, Laaschmoor, Bülter See, Bülter Moor“, das auch das sich wenige hundert Meter südwestlich anschließende Naturschutzgebiet „Bülter See und Randmoore“ einschließt. Das Gebiet steht seit dem 31. Dezember 2010 unter Naturschutz. In dem Naturschutzgebiet ist das 1972 ausgewiesene, 32,7 Hektar große und nahezu deckungsgleiche ehemalige Naturschutzgebiet gleichen Namens aufgegangen. Der See war bereits im Mai 1932 unter Naturschutz gestellt worden. Zuständige untere Naturschutzbehörde ist der Landkreis Cuxhaven, der das Naturschutzgebiet zusätzlich unter dem Kennzeichen NSG CUX-009 führt.

## Beschreibung
Das Naturschutzgebiet liegt südlich von Wehdel. Es stellt den Silbersee und Teile des westlich daran angrenzenden Laaschmoores unter Schutz. Der See ist in eine in der Weichsel-Kaltzeit geprägten Geestlandschaft eingebettet. Er liegt in einer bis zu 11 Meter tiefen Mulde. Seine Gewässergüte ist oligotroph. In ihm kommen Strandling, Wasser-Lobelie und Brachsenkraut vor. Der See ist von einem breiten Verlandungsgürtel umgeben, am Ufer befindet sich ein Bruchwald.
Im Nordosten des Sees befinden sich zwei Strandbereiche mit gekennzeichnetem Badebereich. Nördlich des Sees befinden sich ein Campingplatz sowie eine Wochenendhaussiedlung am Rand des Naturschutzgebietes. Im Südosten des Sees befindet sich ein Angelsteg des Angelsportvereins Wehdel, deren Mitglieder den See für die Sportfischerei nutzen.
Das Laaschmoors ist ein entwässertes und teilweise abgetorftes Hochmoorgebiet. Auf den Moorflächen wächst überwiegend Birken-Kiefern-Moorwald. Die nicht bewaldeten Bereiche werden von Moorheide und Schwingrasen geprägt. Der Moorkörper soll durch Wiedervernässung renaturiert werden. Im Westen des Naturschutzgebietes befinden sich an dessen Rand kleine Grünlandflächen.
Das Gebiet wird vom Quellbach der Grove, einem Nebenfluss der Geeste, durchflossen. Die Grove wird auch aus dem Silbersee gespeist.

## Bildergalerie

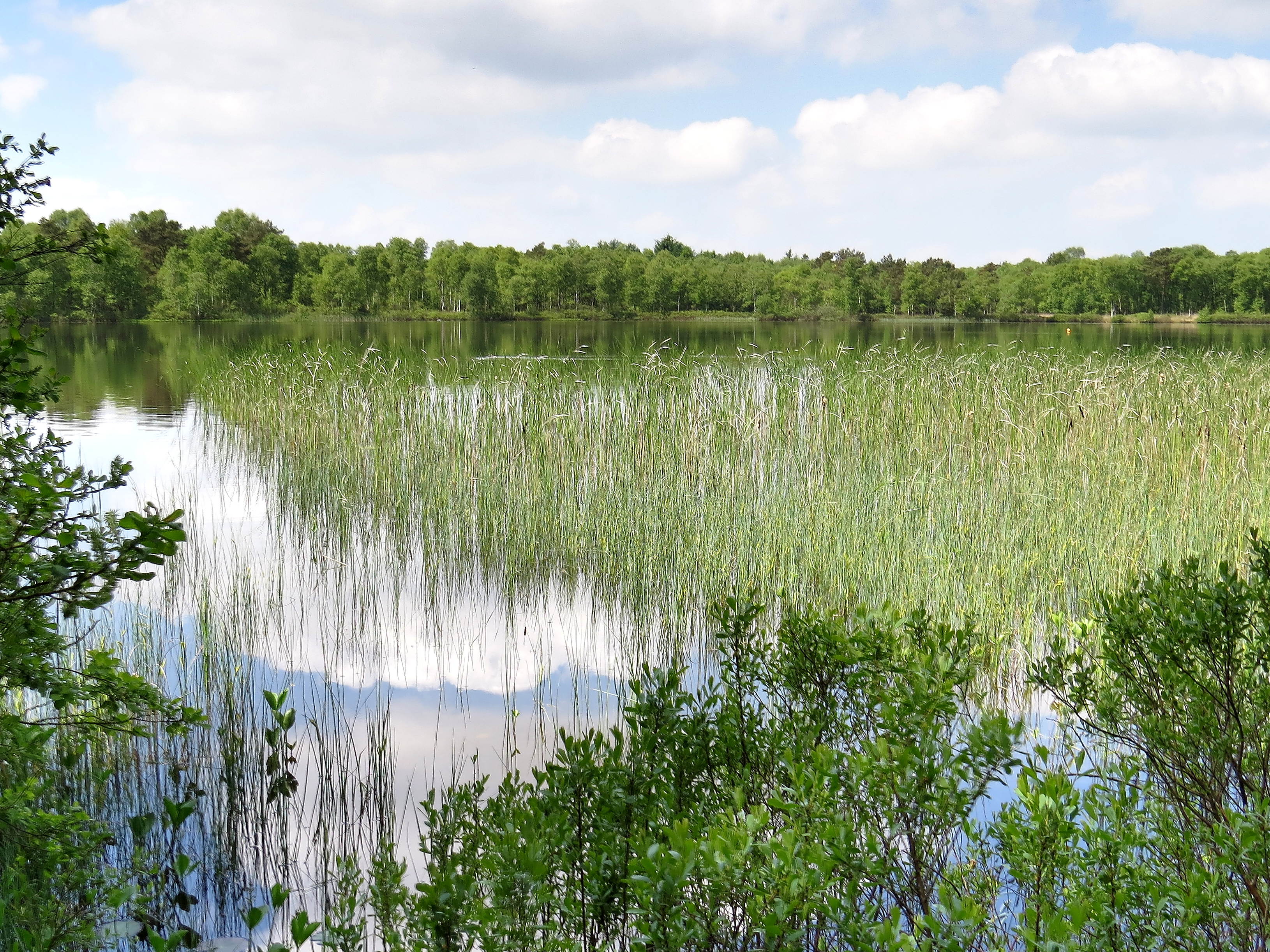
Silbersee
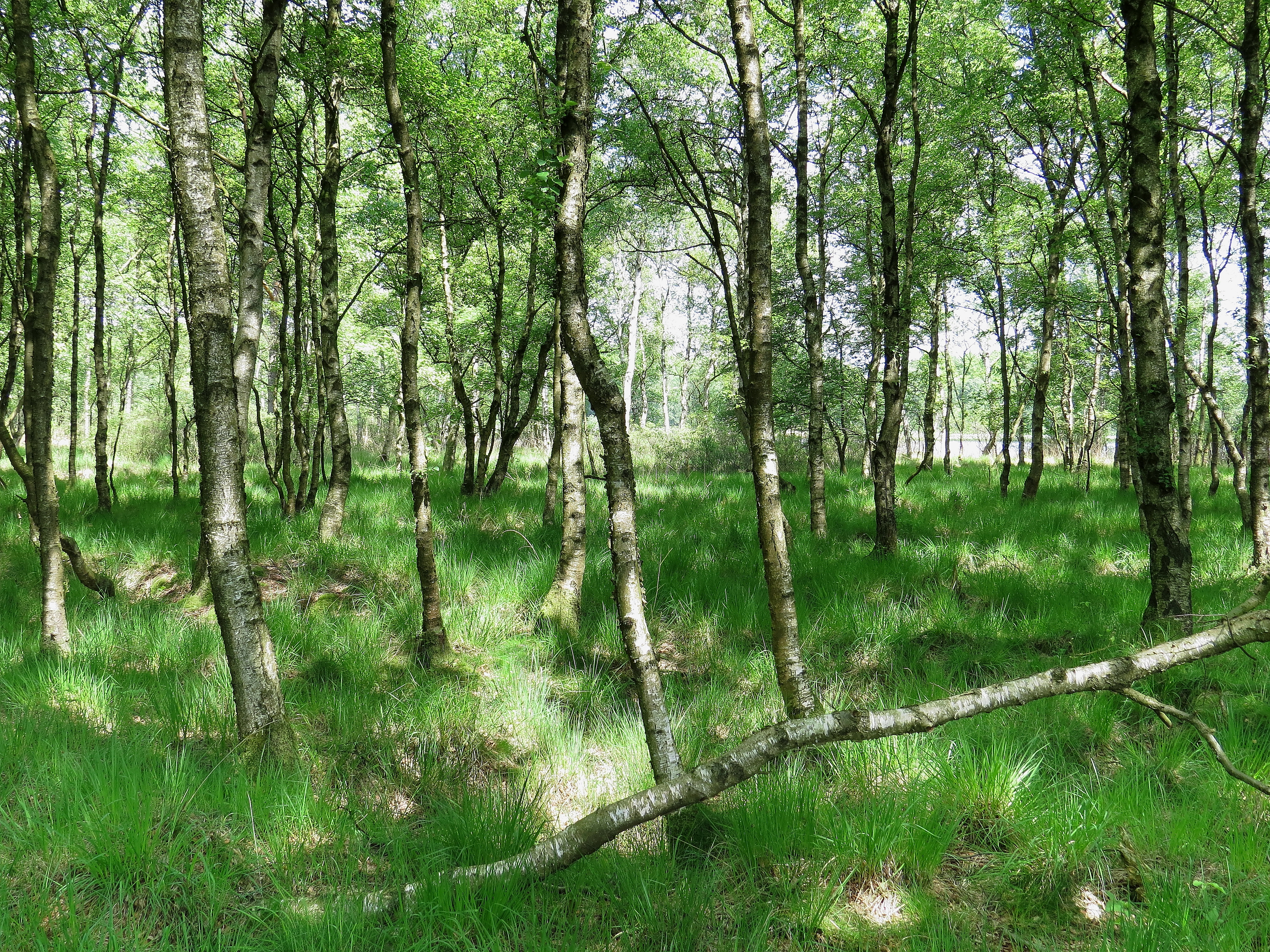
Laaschmoor